# Руфас (Орегон)
Руфас (енгл. Rufus) град је у америчкој савезној држави Орегон.

## Демографија
По попису из 2010. године број становника је 249, што је 19 (-7,1%) становника мање него 2000. године.
| Група             | 2000.       | 2010.       |
| Белци             | 236 (88,1%) | 208 (83,5%) |
| Афроамериканци    | 0 (0,0%)    | 0 (0,0%)    |
| Азијати           | 1 (0,4%)    | 0 (0,0%)    |
| Хиспаноамериканци | 18 (6,7%)   | 33 (13,3%)  |
| Укупно            | 268         | 249         |